# Список персонажей телесериала «Сотня»
Список персонажей американского телесериала «Сотня».

## Основной состав
= Главная роль в сезоне
     = Второстепенная роль в сезоне
     = Гостевая роль в сезоне
     = Не появляется
| Актёр             | Персонаж                       | Появление в сезонах | Появление в сезонах | Появление в сезонах | Появление в сезонах | Появление в сезонах | Появление в сезонах | Появление в сезонах | Появление в сезонах |
| Актёр             | Персонаж                       | 1                   | 2                   | 3                   | 4                   | 5                   | 6                   | 7                   | Эпизоды             |
| ----------------- | ------------------------------ | ------------------- | ------------------- | ------------------- | ------------------- | ------------------- | ------------------- | ------------------- | ------------------- |
| Элайза Тейлор     | Кларк Гриффин                  | 13                  | 16                  | 15                  | 13                  | 13                  | 13                  | 13                  | 96                  |
| Пейдж Турко       | Эбигейл (Эбби) Гриффин         | 10                  | 12                  | 11                  | 10                  | 10                  | 10                  | 1                   | 64                  |
| Томас Макдонелл   | Финн Коллинз                   | 13                  | 9                   |                     |                     |                     |                     |                     | 22                  |
| Элай Гори         | Уэллс Джаха                    | 5                   | 1                   |                     | 1                   |                     |                     |                     | 7                   |
| Боб Морли         | Беллами Блейк                  | 13                  | 16                  | 15                  | 13                  | 12                  | 13                  | 6                   | 88                  |
| Мария Авгеропулос | Октавия Блейк                  | 13                  | 16                  | 15                  | 12                  | 12                  | 13                  | 14                  | 95                  |
| Келли Ху          | Сиси Картвиг                   | 1                   |                     |                     |                     |                     |                     |                     | 1                   |
| Кристофер Ларкин  | Монти Грин                     | 8                   | 11                  | 12                  | 10                  | 10                  | 2                   |                     | 53                  |
| Девон Бостик      | Джаспер Джордан                | 10                  | 12                  | 12                  | 9                   |                     |                     |                     | 43                  |
| Исайя Вашингтон   | Телониус Джаха                 | 10                  | 11                  | 12                  | 10                  | 1                   |                     |                     | 44                  |
| Генри Иан Кьюсик  | Маркус Кейн                    | 10                  | 12                  | 12                  | 11                  | 10                  | 3                   |                     | 58                  |
| Линдси Морган     | Рэйвен Рэйес                   | 11                  | 12                  | 11                  | 11                  | 10                  | 10                  | 12                  | 77                  |
| Рики Уиттл        | Линкольн                       | 8                   | 13                  | 7                   |                     |                     |                     |                     | 28                  |
| Ричард Хармон     | Джон Мёрфи                     | 8                   | 11                  | 12                  | 10                  | 10                  | 10                  | 12                  | 73                  |
| Зак Макгоуэн      | Роан                           |                     |                     | 6                   | 10                  |                     |                     | 1                   | 17                  |
| Тася Телес        | Эко (Эш)                       |                     | 2                   | 1                   | 9                   | 10                  | 10                  | 13                  | 45                  |
| Шеннон Кук        | Джордан Джаспер Грин           |                     |                     |                     |                     | 1                   | 7                   | 11                  | 19                  |
| Джей Ар Борн      | Рассел Лайтборн VII / Шейдхэда |                     |                     |                     |                     |                     | 10                  | 12                  | 22                  |
| Чуку Моду         | Хавьер / Габриэль Сантьяго     |                     |                     |                     |                     |                     | 10                  | 12                  | 22                  |
| Шелби Фланнери    | Хоуп Дайоза                    |                     |                     |                     |                     |                     | 1                   | 12                  | 13                  |
| Всего эпизодов    | Всего эпизодов                 | 13                  | 16                  | 16                  | 13                  | 13                  | 13                  | 16                  | 100                 |

↑  1. Келли Ху играла одну из главных ролей только в пилотном эпизоде. Далее она в сериале не появляется.
- Элайза Тейлор — Кларк Ванхеда Гриффин: негласный лидер Сотни и её единственный специалист по медицине, возлюбленная Финна, подруга Найлы, возлюбленная Лексы, дочь Эбби. Надблида (начиная с 8-й серии 4-го сезона).
- Пейдж Турко — Э́бигейл (Э́бби) Гри́ффин: главный врач Ковчега, а затем и Скайкру. Член Совета Ковчега, затем второй Канцлер Скайкру; возлюбленная Маркуса, мать Кларк. Погибла в 6 сезоне.
- Томас Макдонелл — Финн Ко́ллинз: следопыт Сотни, бывший возлюбленный Рейес. Был убит Кларк.
- Элай Гори — Уэ́ллс Джа́ха: сын Телониуса, влюблён в Кларк. Был убит Шарлоттой.
- Боб Морли — Бе́ллами Блейк: лидер Сотни, брат Октавии. Возлюбленный Эко с 5 сезона. Был убит Кларк в 13 серии 7 сезона.
- Мари Авгеропулос — Окта́вия Скайри́па (затем Бладре́йна) Блейк: возлюбленная Линкольна. После Конклава (12 серия 4 сезона) королева Ванкру. В финале сериала начала встречаться с Левиттом.
- Келли Ху — Сиси́ Ка́ртвиг.
- Кристофер Ларкин — Мо́нти Грин: сын семьи биологов, в Сотне — специалист по растениям и лекарствам. Лучший друг Джаспера, возлюбленный Харпер, отец Джордана Джаспера. Умер от старости на корабле Элигий-4 в 5 сезоне.
- Девон Бостик — Джа́спер Джо́рдан: сын семьи химиков, в Сотне — специалист по химии и взрывчатым веществам. Лучший друг Монти, возлюбленный Майи. Покончил с собой в конце 4 сезона.
- Исайя Вашингтон — Тело́ниус Джа́ха: канцлер Ковчега, оператор станции наблюдения за Землёй в период Исхода, проповедник идеи «Города Света». Получил смертельное ранение и умер в начале 5 сезона.
- Генри Иан Кьюсик — Ма́ркус Кейн: член Совета Ковчега, в период Исхода — исполняющий обязанности Канцлера Ковчега, затем первый Канцлер Скайкру; возлюбленный и любовник Эбби. Погиб от полученных ранений в 6 сезоне, но позже был воскрешён Эбби, но в другом теле. Совершил самоубийство.
- Линдси Морган — Рэ́йвен Рейес: механик Ковчега, в Сотне и Скайкру — специалист по радиооборудованию и созданию бомб, первая возлюбленная Финна, начиная с 5 сезона — возлюбленная Майлза Шоу.
- Рики Уиттл — Ли́нкольн: целитель землян, друг Луны, второй возлюбленный Октавии, а также её первый наставник. Убит Пайком.
- Ричард Хармон — Джон Мёрфи: в 1 сезоне — ренегат Сотни; возлюбленный Эмори.
- Зак Макгоуэн — Ро́ан: сын королевы Нии, принц Азгеды, после смерти матери король Азгеды, воин Азгеды на Конклаве. Был убит на Конклаве.
- Тася Телес — Э́ко: шпионка Азгеды, помощница Роана, начиная с 5 сезона — возлюбленная Беллами Блейка. Была изгнана из Азгеды Роаном, то же решение оставила в силе Октавия после принятия титула Командующей.
- Шеннон Кук — Джо́рдан Джа́спер Грин: сын Монти Грина и Харпер Макинтайр, выросший в космосе на корабле Элигий-4. В финале сериала начал встречаться с Хоуп.
- Джей Ар Борн — Рассел Лайтборн VII: один из Первых, лидер Санктума, отец Жозефины, муж Симон. В начале 7 сезона в его тело вселяется Шейдхэда. Был убит Индрой в 16 серии 7 сезона.
- Чуку Моду — Хавьер / Габриэль Сантьяго: один из Первых, лидер группы "Дети Габриэля", возлюбленный Жозефины. Отступил от идеологии Первых, так как не смог смириться с тем, что Первые забирают чужие жизни, чтоб жить вечно. Был убит Шейдхэдой.
- Шелби Фланнери — Хоуп Дайоза: дочь Шармейн Дайозы, выросшая на безлюдной планете. В финале сериала начала встречаться с Джорданом.

## Второстепенный состав
| Актёр                | Персонаж                           | Появление в сезонах | Появление в сезонах | Появление в сезонах | Появление в сезонах | Появление в сезонах | Появление в сезонах | Появление в сезонах | Появление в сезонах |
| Актёр                | Персонаж                           | 1                   | 2                   | 3                   | 4                   | 5                   | 6                   | 7                   | Эпизоды             |
| -------------------- | ---------------------------------- | ------------------- | ------------------- | ------------------- | ------------------- | ------------------- | ------------------- | ------------------- | ------------------- |
| Джарод Джозеф        | Нэйтан Миллер                      | 5                   | 9                   | 12                  | 9                   | 11                  | 9                   | 11                  | 66                  |
| Сачин Сахель         | Эрик Джексон                       | 7                   | 8                   | 7                   | 8                   | 7                   | 9                   | 11                  | 57                  |
| Челси Рейст          | Харпер Макинтайр                   | 3                   | 7                   | 11                  | 10                  | 10                  |                     |                     | 41                  |
| Алессандро Юлиани    | Якапо Синклер                      | 7                   | 6                   | 6                   | 1                   |                     |                     |                     | 20                  |
| Кэти Стюарт          | Зои Монро                          | 4                   | 7                   | 4                   |                     |                     |                     |                     | 15                  |
| Женевьев Бюхнер      | Фокс                               | 5                   | 5                   | 1                   |                     |                     |                     |                     | 11                  |
| Кинан Трейси         | Стерлинг                           | 3                   | 4                   |                     |                     |                     |                     |                     | 7                   |
| Дичен Лакмэн         | Аня                                | 4                   | 3                   |                     |                     |                     |                     |                     | 7                   |
| Виктор Зинк мл.      | Дакс                               | 3                   |                     | 1                   |                     |                     |                     |                     | 4                   |
| Аарон Мико           | Джон Мбеге                         | 5                   |                     | 1                   |                     |                     |                     |                     | 6                   |
| Шейн Симонс          | Джонс                              | 4                   |                     | 1                   |                     |                     |                     |                     | 5                   |
| Крис Браунинг        | Джейк Гриффин                      | 3                   |                     |                     |                     |                     | 1                   |                     | 4                   |
| Кейт Вернон          | Диана Сидни                        | 3                   |                     |                     |                     |                     |                     |                     | 3                   |
| Стив Талли           | Кайл Уик                           | 1                   | 4                   |                     |                     |                     |                     |                     | 5                   |
| Адина Портер         | Индра                              |                     | 12                  | 9                   | 8                   | 11                  | 3                   | 11                  | 54                  |
| Крис Шилдс           | Дэвид Миллер                       |                     | 4                   | 2                   | 5                   |                     |                     |                     | 11                  |
| Тай Олссон           | Нико                               |                     | 6                   | 2                   | 2                   |                     |                     |                     | 10                  |
| Алисия Дебнем-Кери   | Лекса                              |                     | 9                   | 7                   |                     |                     |                     | 1                   | 17                  |
| Тоби Левинс          | Карл Эмерсон                       |                     | 7                   | 3                   |                     |                     |                     |                     | 10                  |
| Ив Харлоу            | Майя Ви                            |                     | 11                  |                     |                     |                     | 1                   |                     | 12                  |
| Кендалл Кросс        | майор Бирн                         |                     | 8                   |                     |                     |                     |                     |                     | 8                   |
| Джонни Уитворт       | Кейдж Уоллес                       |                     | 10                  |                     |                     |                     |                     |                     | 10                  |
| Рэймонд Дж. Бэрри    | Данте Уоллес                       |                     | 9                   |                     |                     |                     |                     |                     | 9                   |
| Алекс Паунович       | Густус                             |                     | 4                   |                     |                     |                     |                     |                     | 4                   |
| Рекха Шарма          | Лорелей Цинь                       |                     | 9                   |                     |                     |                     |                     |                     | 9                   |
| Иэн Трейси           | Винсент Ви                         |                     | 3                   |                     |                     |                     |                     |                     | 3                   |
| Луиза Д’Оливера      | Эмори                              |                     | 1                   | 6                   | 8                   | 9                   | 8                   | 12                  | 44                  |
| Эрика Серра          | А.Л.И.Я. / Бекка Франко (Прамхэда) |                     | 1                   | 12                  | 3                   | 1                   | 1                   | 2                   | 20                  |
| Джессика Хармон      | Найла                              |                     |                     | 3                   | 7                   | 6                   | 6                   | 9                   | 31                  |
| Джонатан Уайтселл    | Брайан                             |                     |                     | 9                   | 1                   |                     |                     |                     | 10                  |
| Майкл Бич            | Чарльз Пайк                        |                     |                     | 12                  |                     |                     | 1                   |                     | 13                  |
| Бренда Стронг        | Ниа                                |                     |                     | 3                   |                     |                     | 1                   |                     | 4                   |
| Кори Грютер-Эндрю    | Эйден                              |                     |                     | 4                   |                     |                     |                     |                     | 4                   |
| Донна Ямамото        | Ханна Грин                         |                     |                     | 9                   |                     |                     |                     |                     | 9                   |
| Рианнон Фиш          | Онтари                             |                     |                     | 7                   |                     |                     |                     |                     | 7                   |
| Нил Сэндилэндс       | Титус                              |                     |                     | 6                   |                     |                     |                     |                     | 6                   |
| Надиа Хилкер         | Луна                               |                     |                     | 2                   | 5                   |                     |                     |                     | 7                   |
| Тати Габриэль        | Гайя                               |                     |                     |                     | 6                   | 9                   | 8                   | 6                   | 29                  |
| Чаи Ромруэн          | Илиан                              |                     |                     |                     | 7                   |                     |                     |                     | 7                   |
| Бен Салливан         | Райли                              |                     |                     |                     | 6                   |                     |                     |                     | 6                   |
| Лола Фланэри         | Мэдди Гриффин                      |                     |                     |                     | 1                   | 11                  | 10                  | 10                  | 32                  |
| Джон Майерс          | Итан Харди                         |                     |                     |                     | 1                   | 4                   |                     |                     | 5                   |
| Джон Пайпер-Фергюсон | Билл Кадоган / Пастырь             |                     |                     |                     | 1                   | 1                   |                     | 9                   | 11                  |
| Ивана Миличевич      | полковник Шармейн Дайоза           |                     |                     |                     |                     | 11                  | 6                   | 7                   | 24                  |
| Джордан Болгер       | Майлз Шоу                          |                     |                     |                     |                     | 10                  | 1                   |                     | 11                  |
| Барбара Беолл        | Брилл                              |                     |                     |                     |                     | 7                   |                     |                     | 7                   |
| Уильям Миллер        | Пакстон Маккрири                   |                     |                     |                     |                     | 11                  |                     |                     | 11                  |
| Майкл Допуд          | Майкл Винсон                       |                     |                     |                     |                     | 5                   |                     |                     | 5                   |
| Кира Загорски        | Кара Купер                         |                     |                     |                     |                     | 7                   |                     |                     | 7                   |
| Ли Мадждуб           | Нельсон                            |                     |                     |                     |                     |                     | 3                   | 7                   | 10                  |
| Карен Холнесс        | Блайт Энн Воркман                  |                     |                     |                     |                     |                     | 5                   | 3                   | 8                   |
| Дин Маршалл          | Джей Воркман                       |                     |                     |                     |                     |                     | 5                   | 3                   | 8                   |
| Дакота Даулби        | Шейдхэда                           |                     |                     |                     |                     |                     | 5                   | 1                   | 6                   |
| Сара Томпсон         | Жозефина Лайтборн I                |                     |                     |                     |                     |                     | 5                   | 1                   | 6                   |
| Таттиона Джонс       | Симон Лайтборн VI                  |                     |                     |                     |                     |                     | 8                   |                     | 8                   |
| Сара-Джейн Редмонд   | Кейли Ли VIII                      |                     |                     |                     |                     |                     | 5                   |                     | 5                   |
| Ашли Латроп          | Делайла Воркман / Прийя Десай VII  |                     |                     |                     |                     |                     | 6                   |                     | 6                   |
| Бетани Браун         | Джейд / Миранда IX                 |                     |                     |                     |                     |                     | 10                  |                     | 10                  |
| Лусия Уолтерс        | Миранда VIII                       |                     |                     |                     |                     |                     | 4                   |                     | 4                   |
| Томас Кокерел        | Райкер Десай IX                    |                     |                     |                     |                     |                     | 6                   |                     | 6                   |
| Кэт Растон           | Сиерра                             |                     |                     |                     |                     |                     | 5                   |                     | 5                   |
| Шон Кулинг           | Кассий                             |                     |                     |                     |                     |                     | 7                   |                     | 7                   |
| Амели Ева            | Роуз                               |                     |                     |                     |                     |                     | 3                   |                     | 3                   |
| Том Стивенс          | Трей                               |                     |                     |                     |                     |                     | 1                   | 5                   | 6                   |
| Елейна Гаффман       | Никки                              |                     |                     |                     |                     |                     |                     | 8                   | 8                   |
| Хавьер де Гусман     | Найт                               |                     |                     |                     |                     |                     |                     | 7                   | 7                   |
| Нил МакДонаф         | Андерс                             |                     |                     |                     |                     |                     |                     | 5                   | 5                   |
| Джейсон Диас         | Левитт                             |                     |                     |                     |                     |                     |                     | 7                   | 7                   |
| Джонатан Скарф       | Дюсет                              |                     |                     |                     |                     |                     |                     | 4                   | 4                   |
| Дилан Кингуэлл       | Лука                               |                     |                     |                     |                     |                     |                     | 4                   | 4                   |
| Адам Лолачер         | Иеремия                            |                     |                     |                     |                     |                     |                     | 7                   | 7                   |
| Всего эпизодов       | Всего эпизодов                     | 13                  | 16                  | 16                  | 13                  | 13                  | 13                  | 16                  | 100                 |

Появившиеся в первом сезоне
- Джарод Джозеф — Нэйтан Миллер (сезоны 1—7).
- Сачин Сахель — Эрик Джексон (сезоны 1—7).
- Челси Рейст — Ха́рпер Макинта́йр (сезоны 1—5) — возлюбленная Монти, мать Джордана Джаспера. Умерла от старости на корабле Элигий-4 в 5 сезоне.
- Алессандро Юлиани — Яка́по Си́нклер (сезоны 1—4) — техник, наставник Рэйвен. Убит Эмерсоном.
- Кэти Стюарт — Зои Монро (сезоны 1—3).
- Женевьев Бюхнер — Фокс (сезоны 1—3).
- Дичен Лакмэн — А́ня: военачальник землян (сезоны 1—2).
- Стив Талли — Кайл Уи́к (сезоны 1—2).
- Кинан Трэйси — Сте́рлинг (сезоны 1—2).
- Виктор Зинк мл. — Дакс (сезоны 1, 3).
- Аарон Мико — Джон Мбеге (сезоны 1, 3).
- Шейн Симонс — Джонс (сезоны 1, 3).
- Кейт Вернон — Диана Сидни: бывший канцлер Ковчега, член Совета Ковчега, организатор заговора против канцлера Джахи и покушения на него. Погибла при крушении  угнанного корабля. (сезон 1).
- Крис Браунинг — Джейк Гри́ффин: инженер, муж Эбби, отец Кларк. Был арестован по обвинению в измене и выброшен в космос. (сезон 1, 6).
- Изабелла Видович — Шарло́тта (сезон 1) — девочка, родители которой были казнены по приказу канцлера Джахи; одна из самых юных в Сотне; страдала от постоянно повторявшихся кошмаров, связанных со смертью родителей.
- Джозеф Гатт — Триста́н (сезоны 1—2) — военачальник землян, присланный на помощь Ане в войне против Сотни.

Появившиеся во втором сезоне
- Адина Портер — Индра: военачальник землян из клана Трикру, друг Кейна, второй наставник Октавии. Первая помощница Октавии при Ванкру (сезоны 2—7).
- Крис Шилдс — Дэвид Миллер (сезоны 2—4).
- Тай Олссон — Нико: целитель землян, односельчанин и друг Линкольна (сезоны 2—4).
- Алисия Дебнем-Кери — Лекса[англ.]: Хэда, возлюбленная Кларк. Надблида. Была случайно убита Титусом, пытавшимся убить Кларк. (сезоны 2—3).
- Тоби Левинс — Карл Эмерсон: сотрудник службы безопасности горы Вэзер. Убит Кларк. (сезоны 2—3).
- Кендалл Кросс — майор Бирн: сотрудница службы безопасности лагеря Джаха (сезон 2).
- Джонни Уитворт — Кейдж Уоллес: сын Данте Уоллеса, после ареста отца самопровозглашённый президент горы Вэзер. Убит Линкольном. (сезон 2).
- Рэймонд Дж. Бэрри — Данте Уоллес: избранный президент горы Вэзер. Убит Кларк. (сезон 2).
- Алекс Паунович — Густус, помощник Лексы (сезон 2).
- Рекха Шарма — Лорелей Цинь: главный врач горы Вэзер (сезон 2).
- Ив Харлоу — Майя Ви: санитарка горы Вэзер, возлюбленная Джаспера. Погибла от радиации. (сезон 2, 6).
- Иэн Трэйси — Винсент Ви: отец Майи, идеолог движения сопротивления горы Вэзер. Был застрелен за то что помогал сотне. (сезон 2).
- Эрика Серра — искусственный интеллект А.Л.И.Я. /А.Л.И.Я. 2.0/ Бе́кка Прамхэ́да (создатель А.Л.И.Я. и А.Л.И.Я. 2.0) (сезон 2—7).
- Луиза Д’Оливера — Э́мори: фригдрина, изгнанница, воровка, ученица Рэйвен, возлюбленная Мёрфи (сезоны 2—7).

Появившиеся в третьем сезоне
- Джессика Хармон — Найла: хозяйка менной лавки, любовница Кларк, влюблена в Октавию (сезон 3—7)
- Джонатан Уайтселл — Брайан: возлюбленный и любовник Нейтана Миллера (сезон 3—4)
- Надиа Хилкер — Луна: королева клана Флоукру, друг Линкольна, воин клана Флоукру на Конклаве. Надблида. Убита Октавией. (сезон 3—4)
- Кори Грютер-Эндрю — Эйден: мальчик, которого Лекса считала своим преемником на посту командующего. Надблида (сезон 3)
- Майкл Бич — Чарльз Пайк: на Ковчеге — начальник сельхозстанции, учитель и инструктор Сотни по выживанию, на Земле — третий Канцлер Скайкру, инициатор войны с землянами и разрушения Альянса. Убит Октавией. (сезон 3, 6)
- Бренда Стронг — королева Ниа: мать Роана. Убита Лексой. (сезон 3, 6)
- Донна Ямамото — Ха́нна Грин, мать Монти. Убита им же. (сезон 3)
- Рианнон Фиш — Онтари: помощница Нии, претендент на пост Хэды. Надблида (сезон 3)
- Нил Сэндилэндс — Титус: советник Лексы, хранитель Огня (сезон 3)

Появившиеся в четвёртом сезоне
- Тати Габриэль — Га́йя: дочь Индры, хранительница Огня, наставница Мэдди (сезон 4—7)
- Чаи Ромруэн — И́лиан: землянин, уничтоживший Ковчег, воин клана Тришанакру на Конклаве, третий возлюбленный Октавии. Убит Эко.  (сезон 4)
- Бен Салливан — Ра́йли: парень, спасённый Сотней из рабства у жителей Азгеды (сезон 4)
- Джон Майерс — И́тан Ха́рди: сын человека, умершего от  радиации, послушник Единого клана, воспитанник Джахи (сезон 4—5)
- Лола Фланэри — Мэ́дди: девочка, пережившая Всеобщее пламя вместе с Кларк и ставшая её приемной дочерью. Надблида (сезон 4—7)
- Джон Пайпер-Фергюсон — Билл Кадоган / Пастырь: проповедник, которому удалось спастись после Апокалипсиса; лидер группы выживших, которая находится на планете Бардо. Верит в то, что победа в Последней войне приведёт человечество к миру. Убит Кларк. (сезоны 4, 5, 7).

Появившиеся в пятом сезоне
- Ивана Миличевич — полковник Шарме́йн Дайо́за: командующая преступниками, прибывшими на шатле. Погибла в седьмом сезоне. (сезон 5—7)
- Джордан Болгер — Майлз Шо́у: космический исследователь, прибывший с преступниками на шатле, парень Рейвен. Погиб в начале шестого сезона (сезон 5—6)
- Барбара Беолл — Брилл: одна из советников Октавии, предана Командующей (сезон 5)
- Уильям Миллер — Па́кстон Мак-Кри́ри: один из преступников, прибывших на шатле, инициатор восстания, захвативший власть (сезон 5)
- Кира Загорски — Ка́ра Ку́пер: заместитель Октавии, пыталась устроить переворот (сезон 5)
- Майкл Допуд — Майкл Ви́нсон: один из преступников, прибывших на шатле, друг Эбби Гриффин (сезон 5)

Появившиеся в шестом сезоне
- Таттиона Джонс — Симон Лайтборн VI: одна из Первых, мать Жозефины, жена Рассела (сезон 6)
- Сара Томпсон — Джозефина Лайтборн I: одна из Первых, дочь Рассела и Симон, возлюбленная Габриэля, безумна, пыталась уничтожить сознание Кларк (сезон 6—7)
- Сара-Джейн Редмонд — Кейли Ли VIII: одна из Первых, лучшая подруга Жозефины (сезон 6)
- Ашли Латроп — Делайла Воркман: дочь Блайт Энн, возлюбленная Джордана, отдала своё тело для воскрешения Прийи I (сезон 6)
- Ашли Латроп — Прийя Десай VII: одна из Первых, мать Райкера (сезон 6)
- Бетани Браун — Джейд: телохранитель Жозефины (сезон 6)
- Лусия Уолтерс — Миранда VIII: одна из Первых (сезон 6)
- Томас Кокерел — Райкер Десай IX: один из Первых, сын Прийи. Изначально действовал против Первых, поддерживая Габриэля, но в итоге вернулся к их идеологии (сезон 6)
- Дакота Даулби — Шейдхэда: тёмный Командующий, захватил сознание Мэдди, настраивал её развязать новую войну (сезон 6—7)
- Карен Холнесс — Блайт Энн Воркман: мать Делайлы, жена Джея, хозяйка таверны (сезон 6—7).
- Дин Маршалл — Джей Воркман: отец Делайлы, муж Блайт Энн (сезон 6—7).
- Ли Мадждуб — Нельсон: лидер группы "Дети Габриэля" (сезоны 6—7).
- Кэт Растон — Сиерра (сезон 6).
- Шон Кулинг — Кассий (сезон 6).
- Амели Ева — Роуз: носитель ночной крови (сезон 6).
- Том Стивенс — Трей: один из лидеров Верующих (сезоны 6—7).

Появившиеся в седьмом сезоне
- Элейна Хаффман — Никки: лидер Заключённых, которая пытается отомстить Рэйвен за смерть своего возлюбленного (сезон 7).
- Хавьер де Гусман — Найт: один из Землян, недовольный политикой Индры (сезон 7).
- Нил МакДонаф — Первый послушник Андерс: правая рука Пастыря. Убит Хоуп (сезон 7).
- Джейсон Диас — Левитт: житель Бардо, возлюбленный Октавии (сезон 7).
- Джонатан Скарф — Дюсет: житель Бардо, друг Беллами (сезон 7).
- Дилан Кингуэлл — Лука: член группы "Дети Габриэля", друг Мэдди (сезон 7).
- Адам Лолачер — Иеремия: член группы Верующих. В течение сезона перестал верить в Первых, но стал верить в Мёрфи (сезон 7).

## Понятия вселенной телесериала

### А
- А.Л.И.Я. — искусственный интеллект, созданный группой инженеров, одним из которых была Бекка (впоследствии Бекка Прамхеда). Трёхмерная визуализация А.Л.И.Я. выглядит как Бекка. Когда Бекка находилась на станции Polaris, А.Л.И.Я. установила контроль над системами пуска ядерных ракет крупных государств и, запустив их, спровоцировала ядерную войну, в которой, по её планам, должны были погибнуть все жители Земли.

- А.Л.И.Я. 2.0 — искусственный интеллект, усовершенствованная версия А.Л.И.Я, разработанная специально для борьбы против неё Беккой, когда она находилась на Поларисе. Трёхмерная визуализация А.Л.И.Я. 2.0. так же, как и А.Л.И.Я, имеет внешность Бекки. Поскольку обезумевшие от страха обитатели космических станций, не понимая разницы между двумя версиями, хотели во что бы-то ни стало уничтожить чип — единственный носитель кода А.Л.И.Я. 2.0., Бекке пришлось бежать со станции и отправиться на заражённую радиацией Землю.

- Альянс — общность, получившаяся в результате объединения стараниями Лексы, Кларк и Маркуса 11 изначальных земных кланов и Скайкру (таинственный клан Флоукру, состоявший из землян-ренегатов и изгнанников других кланов, признававших только свою королеву и не признававших власть Хэды, не вошёл в Альянс). Едва не был разрушен стараниями Канцлера Скайкру Пайка. После последнего Конклава прекратил своё существование, уступив место Ванкру.

### Б
- Бладре́йна (соединение англоязычного слова blood — «кровь» и испаноязычного reina — «королева») — уникальный титул, которым земляне наградили Октавию в бытность её королевой Ванкру за кровавые обычаи, которые она установила в убежище, создав тоталитарное государство.

### В
- Ванкру́ — общность, которая была провозглашена Октавией после последнего Конклава. По условиям последнего Конклава клану победителя должны были достаться все места в убежище — противорадиационном бункере, построенном в XX веке организацией «Второй рассвет».

Октавия Скайрипа, бившаяся за Скайкру, после победы объявила, что отныне не считает своим кланом и единственным хозяином Убежища Скайкру, а сам Клан небесных людей перестаёт существовать, как и все остальные: место в убежище получат представители каждого из упразднённых кланов поровну, и все вместе они составят новую общность — Ванкру (искаж. англ. one crew — одна команда). Управляет Ванкру королева, которой Октавия провозгласила себя.
- Ванхе́да (Ванэ́да, Wanheda) — (на языке землян — «Командующая смертью») — уникальный титул, которым Земляне наградили Кларк за то, что она многократно убивала других людей (в частности, уничтожила всех жителей горы Везер, за исключением Карла Эмерсона и Кейджа Уоллеса, то есть практически уничтожила фракцию Горных людей), а сама оставалась жива, идя на верную смерть. Многие поверили в то, что она бессмертна, другие считали, что тот, кто убьёт её и съест её сердце, сам станет Ванхедой.

- Высшее Пламя — глобальная катастрофа, грозившая уничтожить остатки человечества. Поскольку атомные электростанции, работавшие на момент начала ядерной войны, не были должным образом законсервированы и не обслуживались в течение 97 лет, их износ достиг критического уровня, и радиоактивные отходы стали попадать в окружающую среду. А. Л.И. Я. объявила, что через некоторое время вся земля, вода и воздух на территории американского континента будут настолько заражены радиацией, что в последующие 5 лет там не сможет существовать ни одно живое существо. Поскольку Земляне называли вредные воздействия радиации «Пламенем», надвигавшаяся катастрофа получила название «Высшее Пламя».

### Г
- Го́рные лю́ди — одна из трёх основных фракций в сериале (наряду со Скайкру и Землянами). Общий враг для Землян и Скайкру. Являются потомками людей, переживших ядерную войну в убежище, находящемся на подземной военной базе в недрах горы Вэ́зер. Горные люди не подвергались воздействию радиации и не имеют естественного иммунитета к ней, выход на поверхность без средств защиты для них смертелен, поэтому живут на своей базе в условиях полной изоляции от внешнего мира. Также, как Скайкру, сохранили научные знания и продолжают говорить на американском английском языке. Большинство горных людей противопоставляет себя землянам, живущим на поверхности, считают их дикарями, не заслуживающими уважения, себя — единственными наследниками жителей США, а внутреннее пространство базы — территорией США, поэтому человек, управляющий ими, именуется «президентом горы Везер». Должность президента выборная, но из поколения в поколение её занимают члены семьи Уоллесов. Сотрудники службы безопасности горы Везер охотятся на землян с применением костюмов радиационно-химической защиты и огнестрельного оружия; для слежки за землянами используют видеокамеры, микрофоны и другую шпионскую технику. Также в недрах горы Везер находятся ракетные шахты с баллистическими ракетами, которыми можно нанести удар по любому населённому пункту, находящемуся на достаточном удалении от самой горы, и оборудование для создания кислотного тумана, убивающего всё живое.

- Город света — виртуальная среда, визуально выглядевшая как идеальный город, куда А.Л.И.Я. намеревалась перенести сознание всех людей, чтобы сохранить их после Всеобщего пламени. С помощью А.Л.И.Я. бывший Канцлер Ковчега Телониус Джаха, ставший проповедником идеи Города Света, наладил выпуск чипов, которые при проглатывании человеком делали его частью Города Света, после чего он жил одновременно в реальности и в Городе Света; в случае последующей смерти его сознание оставалось в городе. Жители Города Света обладали общим сознанием, благодаря чему каждый из них знал и видел всё, что знали и видели остальные. К фракции Города света примкнуло множество людей из всех группировок, кроме горных людей и клана Флоукру. Был разрушен Кларк при помощи Рэйвен и А.Л.И.Я. 2.0, после чего все его обитатели освободились.

### Ж
- Жнецы — вариант названия потрошителей (в русскоязычном переводе).

### З
- Земля́не — одна из трёх основных фракций в сериале (наряду со Скайкру и Горными людьми). Противники Сотни и Горных людей, затем союзники Скайкру. Являются потомками людей, вышивших в ядерной войне благодаря руководству Бекки Прамхеды. Делятся на обычных людей и фригдрин — радиационных мутантов. Земляне обладают иммунитетом к воздействию радиации, но в меньшей степени, чем население Ковчега. Земляне не сохранили большинство технических знаний, находятся на уровне развития, близком к племенам древности; знают о существовании и предназначении огнестрельного оружия и бомб, но не прикасаются к ним из-за суеверия. Общество разделено на кланы. Язык землян отличается от американского английского, сохранившегося в неизменном виде у обитателей Ковчега и Горных людей, но содержит много искажённых англоязычных слов, о значении которых можно догадаться, например, слова «надблида», «хеда», частица -кру- в названиях некоторых кланов. Жители клана Трикру владеют американским английским, но говорят на нём лишь тогда, когда уверены, что их не смогут подслушать Горные люди.

### И
- «Исхо́д» — проект возвращения обитателей Ковчега на Землю. Обитатели Ковчега в третьем поколении оказались гораздо более устойчивыми к воздействию радиации, чем люди XXI века, так как, живя на Ковчеге, имевшем слабую защиту от радиации, всю жизнь подвергались её воздействию. Спустя 97 лет после появления Ковчега его учёные посчитали, что, возможно, уровень радиационного заражения на Земле снизился настолько, что люди, рождённые и выросшие в космосе, смогут жить на её поверхности. Изначально предполагалось, что человечество вернётся на Землю спустя ещё 100 лет, но технический анализ состояния станции показал её почти полную изношенность и истощение ресурсов, из-за чего Канцлеру и Совету Ковчега пришлось выбирать один из двух вариантов: срочная высадка на Землю или массовое убийство жителей Ковчега с целью резкого сокращения их численности. С целью подготовки к высадке на Землю в спешном порядке был разработан проект «Исход», важной составляющей которого стала «Сотня». По первоначальному плану предпогалагалось, что в случае получения положительных известий от Сотни остальные обитатели Ковчега прилетят на Землю в шаттлах. Проблема заключалась в том, что на Ковчеге находилось более 3 000 человек, а шаттлов, вмещавших по 100 человек каждый, после вылета шаттла с Сотней оставалось всего 6. Проблему усугубили мятежники, уничтожившие все шаттлы. Новый вариант Исхода заключался в том, чтобы прилететь на Землю на самом Ковчеге. План был приведён в исполнение, при этом на орбите осталась часть Ковчега — «кольцо», выполнявшая роль станции слежения за Землёй; оператором станции слежения и координатором Исхода был оставшийся в космосе Телониус. При вхождении в атмосферу Земли все станции отделились друг от друга и упали на землю на значительном расстоянии друг о друга, часть их обитателей погибла. В период Исхода обитатели станции именовали свою общность уже не Ковчегом, а Исходом.

### К
- Ка́нцлер Ковче́га — правитель Ковчега, человек, имеющий абсолютную власть и право приказать казнить или помиловать любого приговорённого к казни обитателя Ковчега. Должность является выборной, срок нахождения в должности в сериале не указан. В сериале показаны только 2 Канцлера Ковчега — Телониус Джаха, занимавший эту должность на момент начала действия сериала, и Диана Сидни, бывшая Канцлером до него.

- Ка́нцлер Скайкру́ — правитель Скайкру. Права и обязанности Канцлера Скайкру были аналогичны правам и обязанностям Канцлера Ковчега. Всего было 3 Канцлера Скайкру, первым из которых стал Маркус Кейн, вторым — Эбби Гриффин, третьим — Чарльз Пайк. После провозглашения Ванкру должность перестала существовать.

- Ковче́г — космическая станция, на протяжении девяноста семи лет находившаяся в космосе. Начала своё существование в XXI веке, когда на земле разразилась ядерная война, спровоцированная умышленными действиями искусственного интеллекта А.Л.И.Я. На тот момент на земной орбите находились 13 космических станций, принадлежавших разных государствам. Поскольку члены команд посчитали, что живых людей на земле не осталось, а значит, и государства вместе с их границами перестали существовать в принципе, было принято совместное решение перестать считать станции собственностью разных государств и объединить их все в одну. В ходе возникших разногласий станция «Поларис» (Polaris) была уничтожена, остальные 12 объединились и стали именоваться «Ковчегом». С этого момента и до начала Исхода все обитатели станции причисляют себя к общности под названием «Ковчег». Власть на Ковчеге принадлежит Канцлеру Ковчега и Совету Ковчега.

- Конкла́в — состязание, которое обычно проводилось после смерти Хэды, и в котором обычно участвуют только надблиды, по одному (или одной) от каждого клана. Победитель, убивший 11 других претендентов, проходит процедуру принятия Огня и объявляется новым/новой Хэдой.

Поскольку на последнем Конклаве борьба шла не за пост Хэды, а за места в Убежище, дающие спасение от Всеобщего Пламени, к участию в нём были допущены представители кланов, не являвшиеся надблидами. Поскольку с последовавшим непосредственно за этим Конклавом провозглашением Ванкру должность Хэды перестала существовать, понятие Конклав также было упразднено.
- Кланы — общности, на которые были разделены Земляне, обитавшие на бывшей территории США. На момент Исхода на Земле было 12 кланов, в сериале приведены названия лишь 6 из них: Трикру́, Тришана́кру, По́дакру, Флоукру́, Блю Клиф (или клан Голубого Утёса — blue cliff) и Азге́да (или клан Ледяного Народа). Частица -кру- в названиях некоторых кланов является искажённым английским словом crew (банда, команда). У каждого из кланов, кроме Флоукру, была своя земля; территорией Флоукру была заброшенная нефтяная платформа в море. Скайкру стал тринадцатым кланом. 11 кланов были объединены Хедой Лексой в Альянс (не вошёл в Альянс только Флоукру), затем к ним присоединился Скайкру. Клан Флоукру, члены которого питались в основном морской рыбой, почти полностью вымер из-за того, что рыба оказалась поражена радиацией; единственный оставшийся при этом в живых член клана — королева Луна — погибла, сражаясь на последнем Конклаве, в результате чего кланов снова стало 12. После объявления Ванкру кланы были упразднены.

### Л
- Лагерь Джа́ха — группа бывших обитателей Ковчега, возглавляемых Маркусом и Эбби, приземлившихся вместе с главной станцией Ковчега. Обнеся место приземления забором, жили внутри самой станции, переименовав её и участок земли вокруг в «лагерь Джаха» (в честь Канцлера Джахи, которого в тот момент считали погибшим либо обречённым на смерть), попутно разыскивая обитателей других станций. После воссоединения с Сотней и другими выжившими после Исхода стали частью Скайкру.

### М
- Мятежники (название придумано специально для этой статьи, в сериале данная общность не имела никакого названия) — группировка, состоявшая из сотрудников службы безопасности Ковчега, сплотившихся вокруг бывшего Канцлера Ковчега Дианы Сидни. Пытались физически устранить Канцлера и Совет, потерпев неудачу, захватили один из шатлов, предназначавшихся для возвращения на Землю, и отправились на Землю самостоятельно. Их действия привели к тому, что часть Ковчега и все остальные шатлы взорвались, часть обитателей погибла. Сами мятежники также погибли, взорвавшись вместе с шатлом при посадке. Осуществление Исхода по первоначальному плану стало невозможно.

### Н
- Надбли́да — носитель так называемой «ночной крови». Чтобы не умереть от последствий облучения, перед бегством с Поляриса на Землю Бекка ввела себе разработанную ею же ранее специальную сыворотку, изменяющую состав крови и делающую её носителя абсолютно неуязвимым для радиации. Особенности изменённой крови Бекки Прамхэды были унаследованы её потомками. Поскольку такая кровь всегда имеет чёрный цвет, земляне стали называть Бекку и её потомков словом «надблида» (искаж. англ. night blood — ночная кровь).

В каждом из кланов были свои надблиды, которых с детства готовили к участию в Конклаве.
Из-за того, что Бекка вела разработку сыворотки в условиях невесомости, находясь на Полярисе, синтезировать её в условиях Земли было крайне трудно, но Эбби и Кларк это сделали, после чего, введя её себе, Кларк стала первой надблидой, не являвшейся потомком Прамхэды.

### П
- Пламя — уникальный чип, созданный Беккой на станции Polaris вместе с сывороткой для изменения крови, который она вживила себе в шейный отдел позвоночника после использования сыворотки. После смерти Прамхеды этот чип был извлечён и затем вживлялся каждому победителю Конклава сразу после объявления его Хедой. Сразу после смерти очередного/очередной Хеды чип извлекался хранителем Пламени и оставался у него до того момента, когда победитель Конклава будет провозглашён новым/новой Хедой. Чип, который земляне называют словом «Пламя», многократно усиливает все характеристики человека, которому вживлён, но может быть вживлён только надблиде, для любого другого человека его вживление смертельно.
- Потроши́тели или жнецы́ (изначально в сериале называются англ. словом «reapers» — потрошители, но в русскоязычном переводе их именуют жнецами) — земляне, обычно мужского пола, обладающие крепким телосложением и большой физической силой, взятые в плен Горными людьми и прошедшие обработку с помощью «пурпура». Живут в подземном лабиринте из пещер и тоннелей, соединяющих гору Везер и множество других мест. Находясь в зависимости от пурпура, при любой возможности нападают на других людей, часть из которых они убивают, а часть, захватив в плен, приводят к Горным людям и сдают им, чтобы получить взамен очередную дозу наркотика. Обладают чудовищной силой, способны загрызть человека насмерть, в бою никогда не отступают и не обращаются в бегство (если только на них не воздействует ультразвук), даже если это чревато смертью. Едят человеческое мясо и пьют кровь.

- Прамхэ́да (искаж. prime head — глава) или Первая Командующая — уникальный титул, единственным носителем которого была Бе́кка, член группы инженеров-учёных, работавших над проектом А.Л.И.Я.; Бекка продолжила совершенствовать А.Л.И.Я. на станции «Поларис», там же создала А.Л.И.Я. 2.0, затем вернулась на Землю и возглавила выживших в борьбе за жизнь.

- Пурпур — особый синтетический наркотик, производившийся в лабораториях горы Вэзер для осуществления проекта «Цербер».

### С
- Скайкру или Клан небесных людей (искаж. англ. sky crew — небесная команда) — одна из трёх основных фракций в сериале (наряду с Землянами и Горными людьми). Противники Горных людей, союзники Землян. Общность, получившаяся путём объединения всех выживших после приземления Ковчега его обитателей и Сотни. Название было придумано землянами, и пришельцы его приняли как знак того, что их признали полноценным земным кланом. Главой клана Скайкру являлся Канцлер Скайкру. Должность Канцлера, как и на Ковчеге, осталась выборной. Скайкру вошёл в Альянс земных кланов как двенадцатый клан.

- Скайрипа (искаж. англ. sky reaper — небесный потрошитель) — уникальный титул, которым земляне наградили Октавию Блейк за то, что она никогда не отступала в бою, сравнивая её в этом с Потрошителями (жнецами).

- Совет Ковчега — коллегиальный орган власти на Ковчеге. Вместе с Канцлером является единственным источником законов и правил, действующих на Ковчеге. Состоит из шести уважаемых граждан. Любые решения Совета принимаются путём открытого голосования; если голоса разделяются поровну, решение остаётся за Канцлером, который, тем не менее, может воздержаться и объявить дату нового голосования. Члены Совета и их родственники не имеют никаких привилегий, в некоторых случаях Канцлер может приказать арестовать и даже казнить члена Совета. Процесс формирования Совета в сериале не показан.

- «Сотня» — группа, первоначально состоявшая из ста несовершеннолетних преступников, сыгравшая важную роль в осуществлении Исхода. Поскольку существование на Ковчеге было связано с постоянной опасностью и подразумевало режим строжайшей экономии ресурсов, единственным наказанием за любое правонарушение, особенно связанное с растратой или хищением ресурсов, являлась смертная казнь посредством выбрасывания приговорённого в открытый космос. Исключение предусмотрено лишь для детей и подростков, которых содержали в тюрьме до их совершеннолетия, чтобы затем Совет Ковчега и Канцлер решили их судьбу. Спешно подготовленный проект подразумевал отправку на Землю группы из ста несовершеннолетних преступников, которые, в случае, если планета стала пригодной для жизни, должны были послать сообщение об этом на Ковчег (и тем самым заслужить прощение), в противном случае — погибнуть. В состав Сотни входили сын Канцлера Джахи Уэллс и дочь члена совета Эбби Гриффин Кларк. После получения сигнала от Сотни Совет начал подготовку непосредственно к осуществлению Исхода. Воссоединившись с остальными жителями Ковчега на Земле, Сотня стала частью Скайкру.

### Ф
- Фригдрина — землянин, обладающий врождённым уродством (мутацией), вызванным воздействием Пламени (так земляне называют радиацию). Фригдрины считаются позором для семьи и чаще всего становятся изгоями.

### Х
- Хэда (искажённое head — голова) — у землян командующий (или командующая) Альянсом земных кланов. Главный властитель, обладающий абсолютной властью, может казнить или помиловать любого землянина. Чтобы стать Хэ́дой, необходимо быть надблидой, одержать победу над всеми соперниками на Конклаве, а затем пройти процедуру принятия Пламени. Первой Хэдой была Бекка Прамхэда, последней — Лекса из Трикру. После провозглашения Ванкру должность перестала существовать. В пятом сезоне Хэдой провозгласили Мэдди

### Ц
- «Цербер» — проект, разрабатывавшийся и осуществлявшийся в лабораториях горы Вэзер Лорелей Цинь под руководством Кейджа Уоллеса. Заключался в превращении части пленённых Землян в Потрошителей при помощи Пурпура.